# شاه‌وار
شاه‌وار یا شاهوار با ارتفاع ۳۹۴۵ متر، بلندترین قله استان سمنان و منطقه البرز شرقی است که در مرز شهرستان شاهرود و استان گلستان قرار دارد. این کوه در شمال شهرستان شاهرود، شمال غربی شهر مجن، شمال روستای نُکارمَن، شرق روستای تاش، غرب روستای ابرسج و در جنوب روستای سیاه مرزکوه جای گرفته‌است. دامنه‌های شاهوار مراتع و محدوده چرای روستاهای ابرسج و نکارمن است.